# Jort
Jort (Ausspracheⓘ) ist eine französische Gemeinde mit 303 Einwohnern (Stand: 1. Januar 2022) im Département Calvados in der Region Normandie. Sie gehört zum Arrondissement Caen und zum Kanton Falaise. Die Einwohner werden als Jortais bezeichnet.

## Geografie
Jort liegt etwa 13 km nordöstlich von Falaise und 35 km südöstlich von Caen. Umgeben wird die Gemeinde von Vendeuvre im Norden, Courcy im Osten, Louvagny im Südosten, Vicques im Süden, Bernières-d’Ailly im Südwesten, Perrières im Westen sowie Sassy im Nordwesten.

## Bevölkerungsentwicklung
| Jahr                             | 1793 | 1836 | 1876 | 1926 | 1946 | 1968 | 1990 | 2008 | 2016 |
| Einwohner                        | 363  | 433  | 363  | 306  | 344  | 367  | 317  | 308  | 298  |
| Quelle: Cassini, EHESS und INSEE |      |      |      |      |      |      |      |      |      |

## Sehenswürdigkeiten

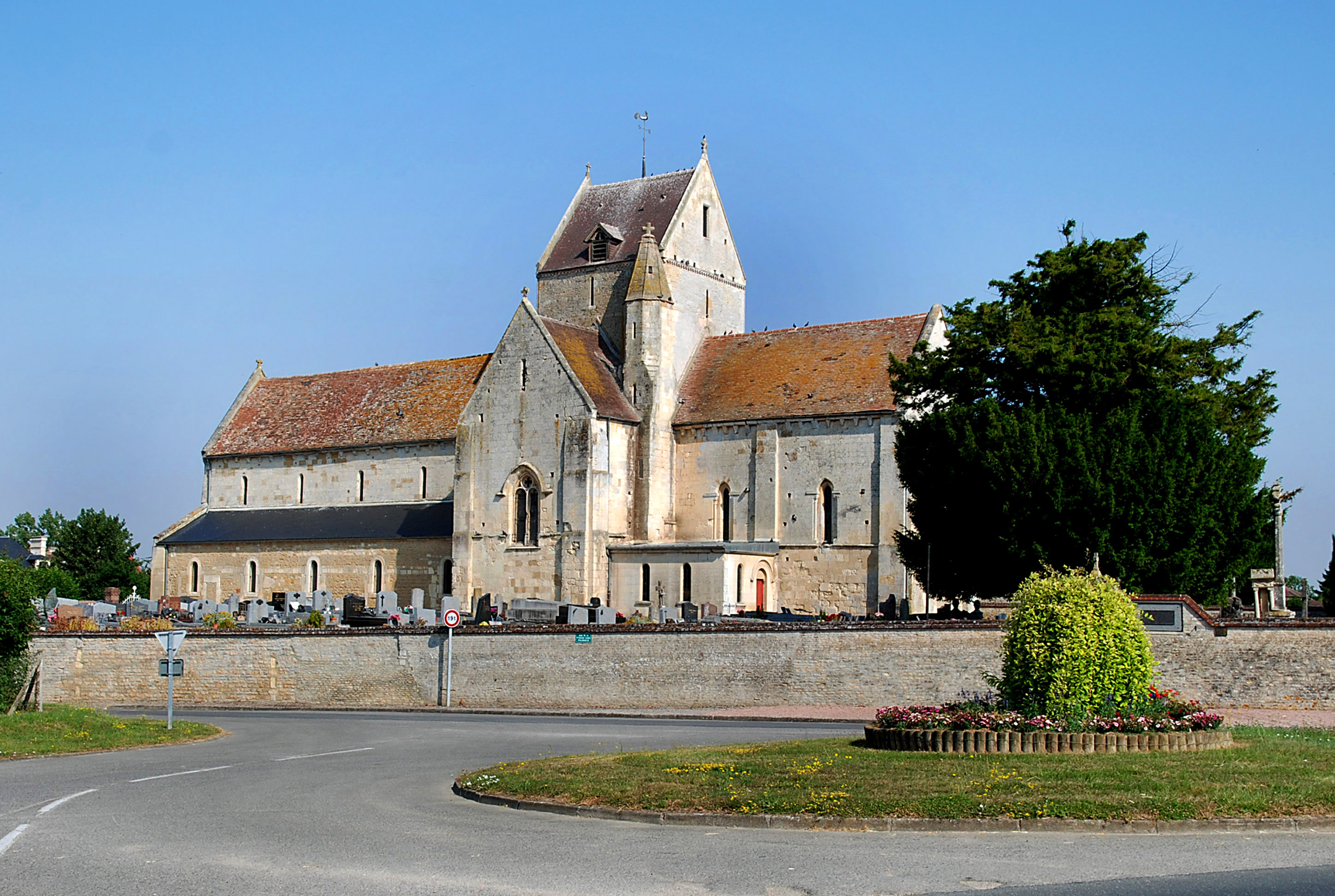
Kirche Saint-Gervais-et-Saint-Protais

- Kirche Saint-Gervais-et-Saint-Protais aus dem 12./13. Jahrhundert, seit 1927 Monument historique[2]
- Herrenhaus aus dem 17. Jahrhundert